# アンリ4世の神格化とマリー・ド・メディシスの摂政宣言
『アンリ4世の神格化とマリー・ド・メディシスの摂政宣言』（アンリよんせいのしんかくかとマリー・ド・メディシスのせっしょうせんげん、仏: L’Apothéose de Henri IV et la proclamation de la régence de la reine、英: The Apotheosis of Henry IV and the Proclamation of the Regency of Marie de Médicis）は、フランドルのバロック期の巨匠ピーテル・パウル・ルーベンスが1623-1625年にキャンバス上に油彩で制作した絵画である。メディチ家出身のフランス王妃マリー・ド・メディシスにより、彼女と夫のアンリ4世の生涯を記念するために委嘱された「マリー・ド・メディシスの生涯」 (ルーベンスによる24点の連作絵画) のうちの1点である。1790年以来、パリのルーヴル美術館に所蔵されている。

## 歴史
マリー・ド・メディシスは、リュクサンブール宮殿を装飾する意図で彼女の生涯の出来事を描く24点の絵画を委嘱したが、同時に、この委嘱は彼女の統治に関する民衆の意見を一掃しようとする試みであった。彼女は外国のイタリア出身であったため、フランス人たちは統治者として適任ではないと見たのである。彼女は、フランスに到着した後の1600年にアンリ4世と結婚した。アンリは10年後の1610年に死去することになったが、それはマリー・ド・メディシスの生涯を表した24点の連作が委嘱されるよりずっと前のことであった。

## 作品
『アンリ4世の神格化とマリー・ド・メディシスの摂政宣言』は「マリー・ド・メディシスの生涯」の連作の中で中心的な位置づけにある。2つの場面を用いて、王妃マリー・ド・メディシスの人生の転機を表しており、伝記という観点からも重要な作品である。
1610年5月14日、アンリ4世は狂信的なカトリック教徒に暗殺され、幼いルイ13世が王位に就いてマリーがその摂政となった。奇しくも、この前日、マリーはサン＝ドニ大聖堂で王妃として戴冠式を行っていた。政敵の脅威にさらされていたアンリ4世が万が一に備え、マリーにルイ13世となる皇太子の摂政をさせるためであった。
本作で、ルーベンスは左側の王のいる集団と右側の王妃のいる集団を渦巻き状の動線でつなぎ、いかにもバロック的なダイナミックな構図で描いている。左側では、不死の象徴である月桂冠を被ったアンリ4世が、赤い衣を着たユピテルと大鎌を持つ長老サトゥルヌスによって、ヘラクレス、メルクリウス、ヴィーナスらの待つ天上界に導かれていく。アンリ4世は昇天する殉教者のような姿で表されている。地上では、闘いの女神ベローナと「勝利」の擬人像が偉大な武人だった王の死を嘆いている。ベローナは悲しみのあまり神をかきむしっている（ルーベンスを非常に尊敬していたウジェーヌ・ドラクロワは、女神ベローナのポーズにインスピレーションを受け、ルーヴル美術館所蔵の『民衆を導く自由の女神』の女神を描いた）。画面下部左端では、暗殺者を象徴するヘビが矢に射抜かれて、口から火を吐いている。
右側では、金のフルール・ド・リス (ユリ紋) を散りばめた青いマントの「フランス」の擬人像が王権を表す宝珠を、「神の摂理」が統治権を示す舵を喪服に身を包んだマリーに差し出している。ヘビを持つ「思慮」とミネルヴァがそれらの受諾を勧めている。マリーの下に表されている側近の貴族たちは、早くも敬意を表している。この画面には、ルイ13世ではなく王妃マリーがアンリ4世の正当な後継者であるという見解が表明されているのである。